# Chañaral (Atacama)
Chañaral is een gemeente in de Chileense provincie Chañaral in de regio Atacama. Chañaral telde 12.219 inwoners in 2017 en heeft een oppervlakte van 5772 km².

## Geboren
- Jerónimo Méndez (1887-1959), president van Chili

- Library of Congress Control Number: n00112978
- National Archives and Records Administration: 10037870
- Nationale Bibliotheek van Israël: 987007475862005171
- Virtual International Authority File: 136007495